# Ruggles River
Ruggles River är ett vattendrag i Kanada.   Det ligger i territoriet Nunavut, i den nordöstra delen av landet, 4 000 km norr om huvudstaden Ottawa.
Trakten runt Ruggles River är permanent täckt av is och snö. Trakten runt Ruggles River är nära nog obefolkad, med mindre än två invånare per kvadratkilometer.